# シンボルプロムナード公園
シンボルプロムナード公園（シンボルプロムナードこうえん）は、東京都港区台場、江東区青海、江東区有明にある都立の海上公園（東京都港湾局所管）である。

## 概要
266,466.73平方メートル・総延長約4キロと、東京臨海副都心で最も大きな公園である。その名の通り、舗装された「プロムナード（遊歩道）」と多数のシンボル性のあるオブジェを中心としている。
大きく分けて、テレコムセンターからお台場海浜公園を南北に結ぶウエストプロムナード、東京国際展示場から有明テニスの森公園を南北に結ぶイーストプロムナード、そしてこの2つのプロムナードを東西に結ぶセンタープロムナードに分かれる。それぞれの特徴を下に記載する。
通年入園自由、無料。男女別型トイレ・飲料自動販売機・ベンチ多数有り。台場地区に立体駐車場がある。夜間は明るめ。

### ウエストプロムナード
テレコムセンター側には滝の広場がある。水が滝となって流れ落ちる珍しい噴水があり、夜間はライトアップされる。噴水の運転時間は9時から22時。この噴水の水は西方向へ伸びる小川へ流れ出る。この小川の脇には重力の無い杜・ROUND STRUCTURE-1995・碧空の花というオブジェが設置されている。
ウエストプロムナードの中央付近にはセントラル広場と呼ばれる様々なイベントが随時行われる広場がある。その北西に自由の炎と呼ばれるオブジェがある。1998年に開催された「日本におけるフランス年」を記念してフランスから贈られた像で、台座を合わせると約27mの高さとなる。フランス人彫刻家であるマルク・クーチェリエが制作した。2007年 - 2008年のフジテレビお台場冒険王では「シュッとした金のオブジェ」という名前で案内が行われた。
お台場海浜公園側との行き来にはウエストパークブリッジを使って東京湾岸道路（国道357号・首都高速湾岸線）の上を渡る。この橋から都心方向には特徴的な街灯があり、夜間は印象的にライトアップされる。そのため、この付近はしばしばドラマなどのロケに使用される。
フジテレビ近くには美神の門というオブジェがある。
お台場海浜公園側は海に向かう広場と呼ばれ、レインボーブリッジや東京タワーなど都心を望むことができるほか、自由の女神像を間近で見ることができる。フジテレビ・アクアシティお台場・ヒルトン東京お台場・グランドニッコー東京 台場・ゆりかもめ台場駅などとも全て繋がっている。この公園の中では、この付近が最も人のにぎわう場所である。

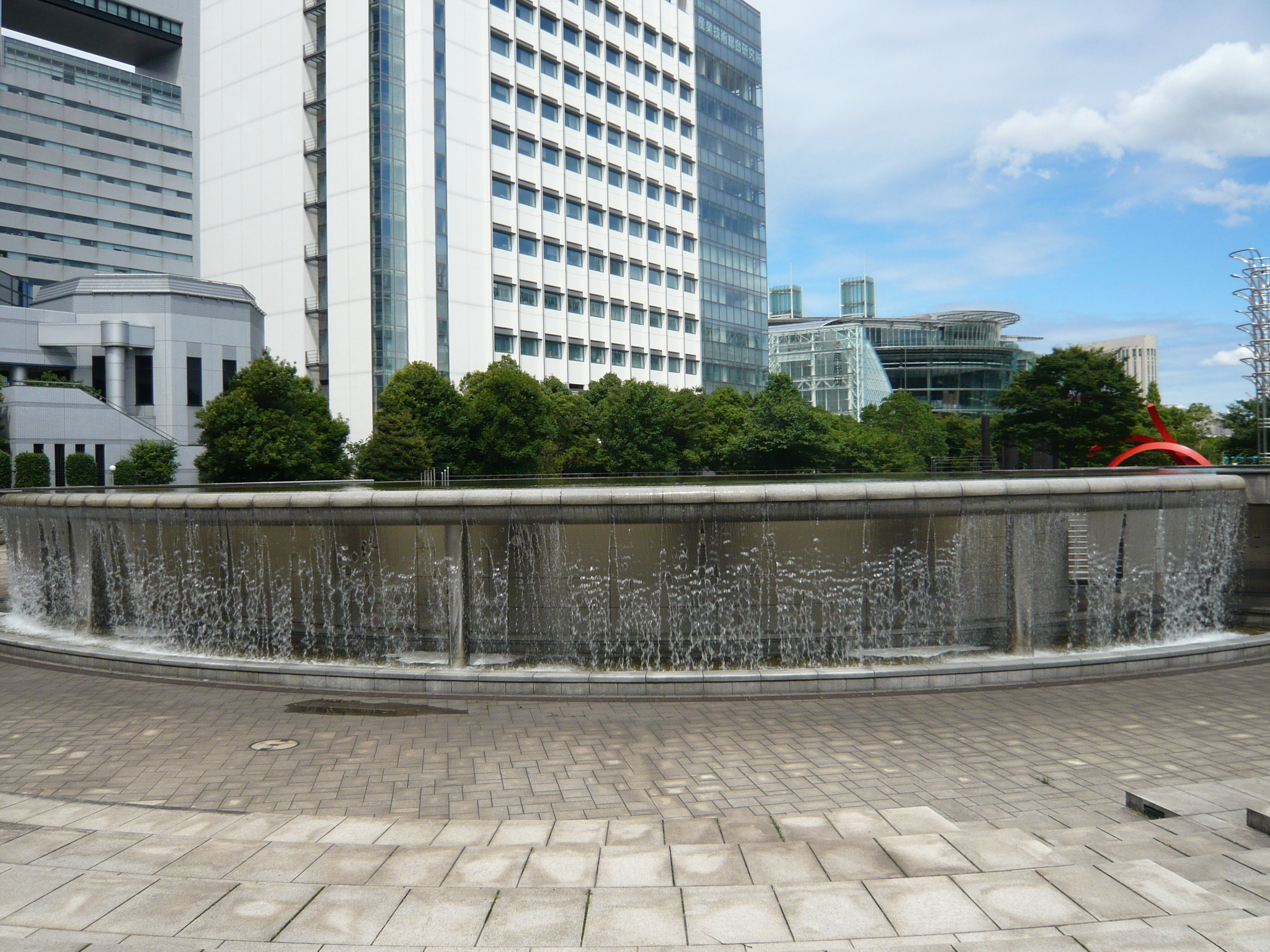
滝の広場
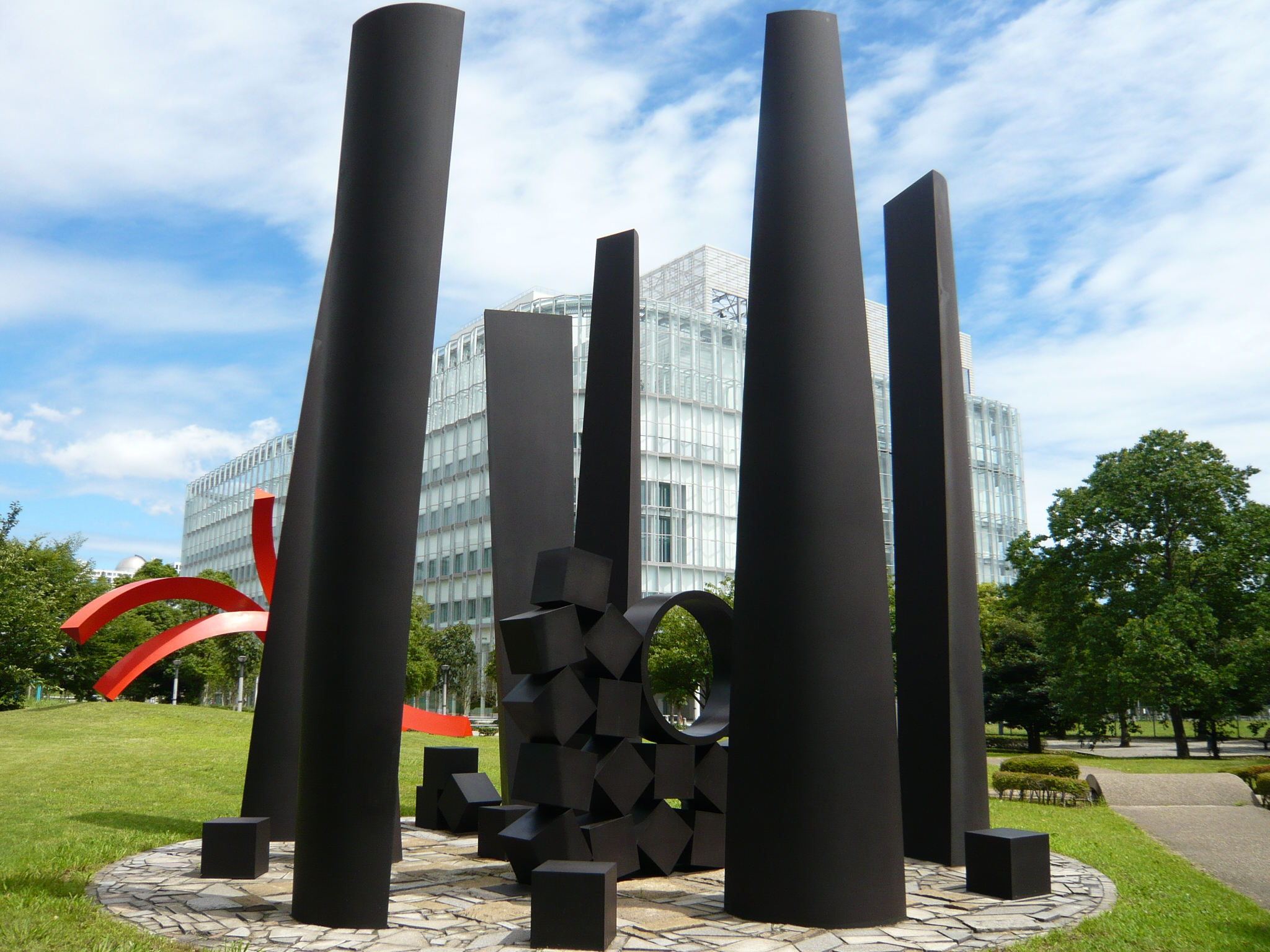
重力の無い杜
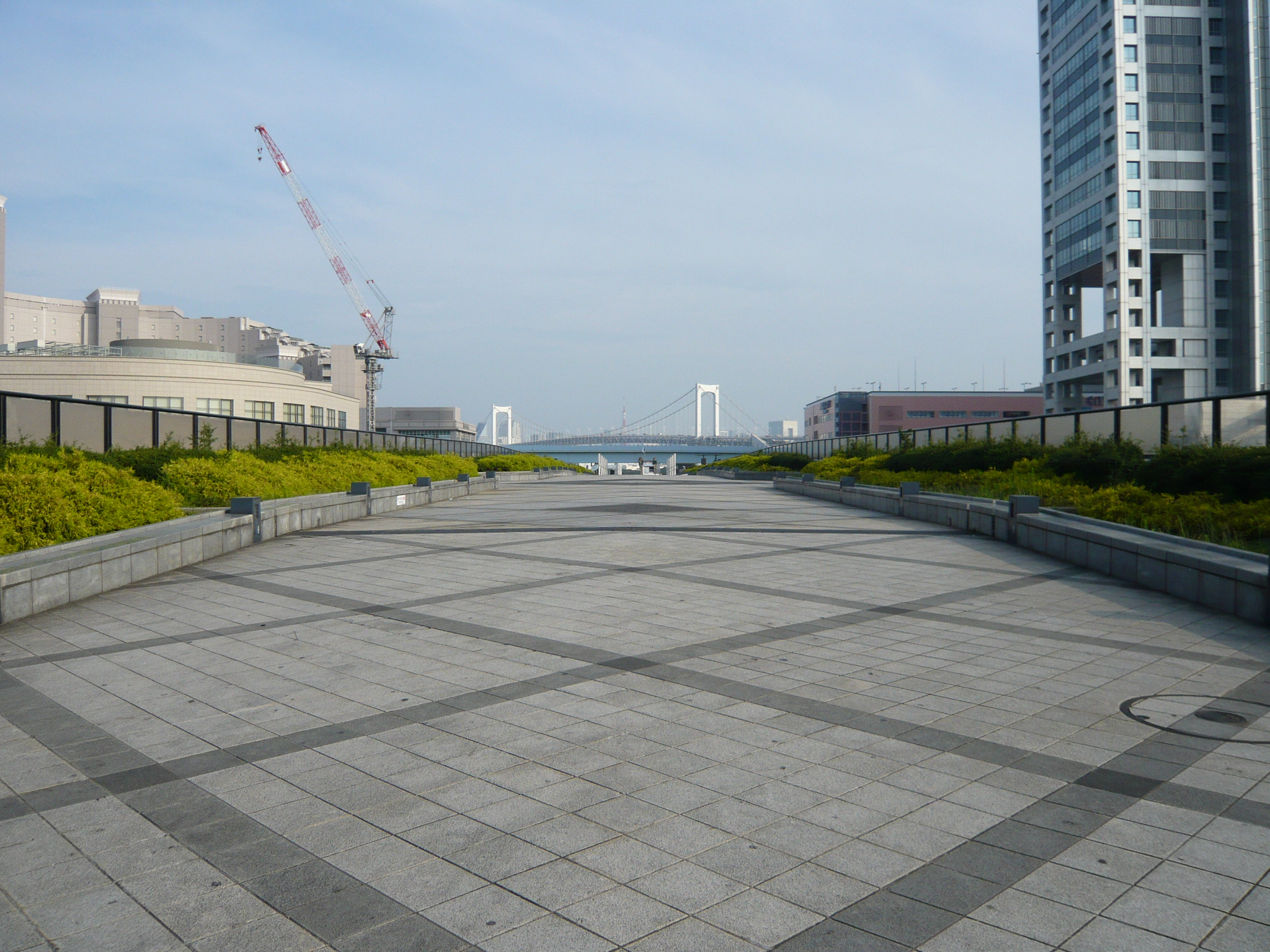
ウェストパークブリッジ上
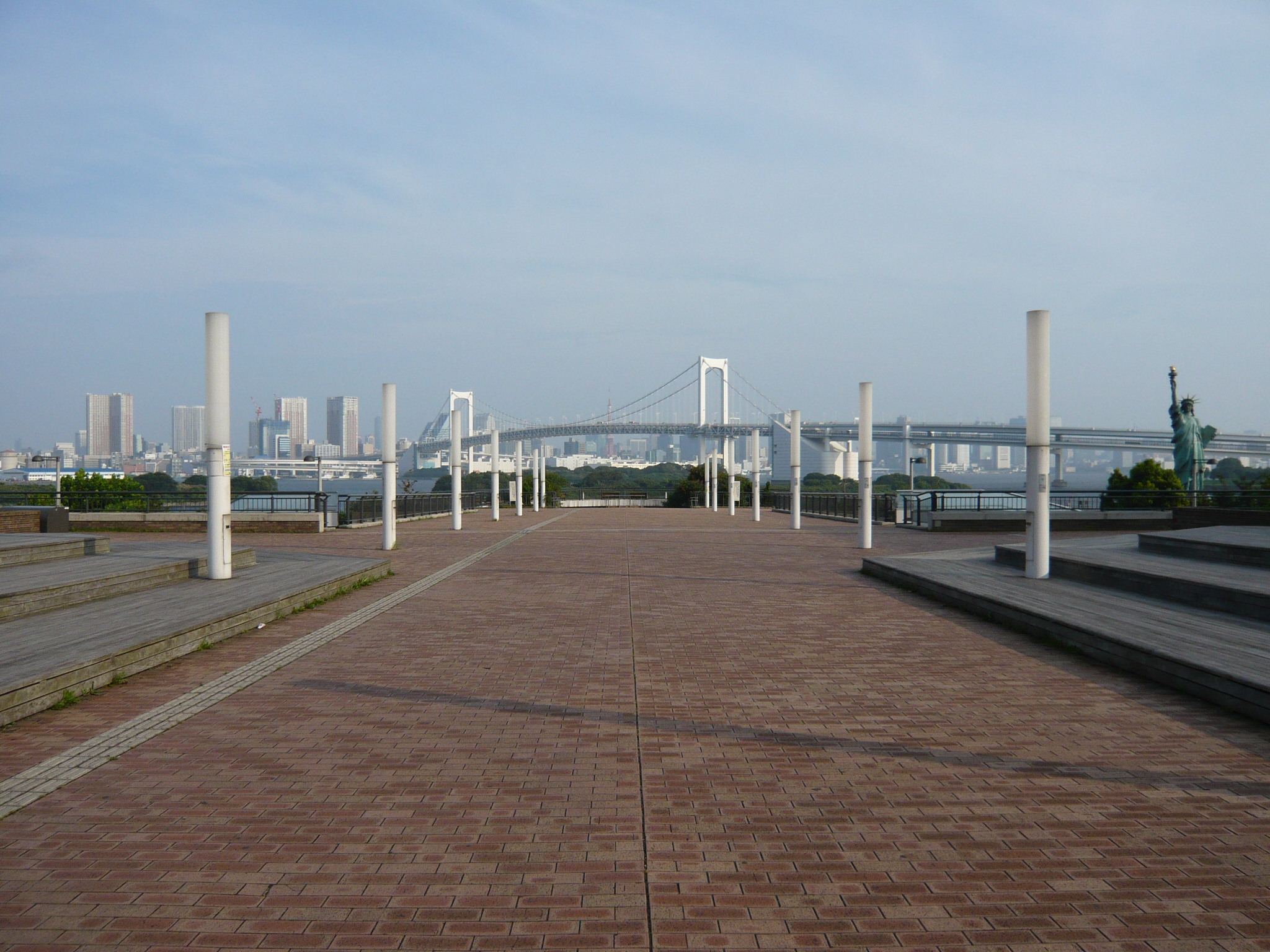
海の向かう広場

### センタープロムナード
青海地区では草木が多く、最も公園らしさのあるプロムナードである。生きものの谷は、蝶を呼び寄せるために柑橘類や、成虫が蜜を吸える植物などが多く植栽されており、また６月から７月にかけて付近でアジサイが多く咲く。
また、このプロムナードは橋が多く、西から出会い橋・夢の大橋・つどい橋と、りんかい線東京テレポート駅からお台場海浜公園方面まで延びるテレポートブリッジの4つの橋がある。以前はテレポートブリッジとパレットタウンの間にはジミー大西が製作したオン・パレひろばというカラフルなオブジェがあった。
パレットタウン付近から東側には夢の広場があり、広さ約0.6haの芝生地では、様々なイベントが随時行われている。

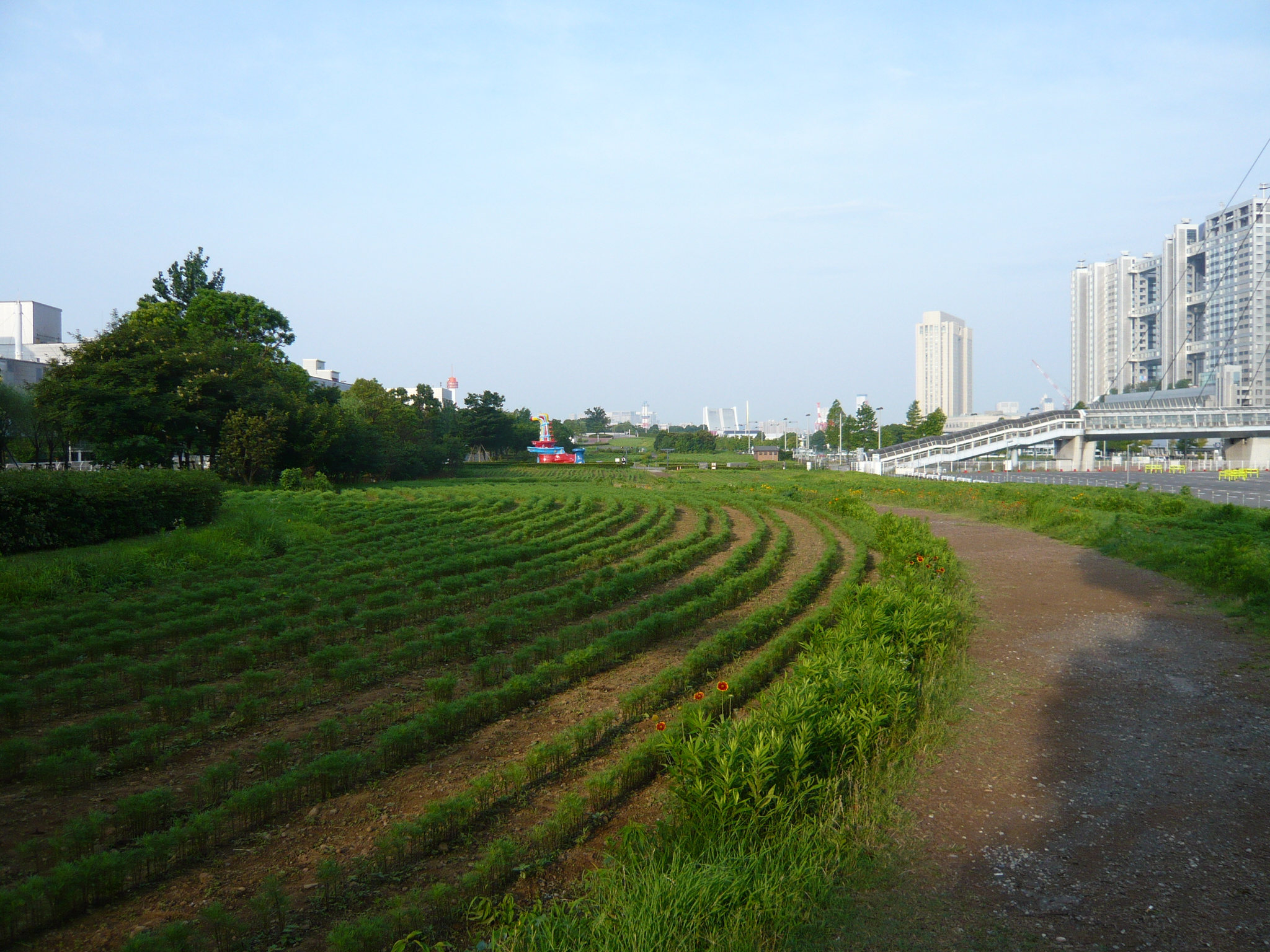
草木の多い遊歩道
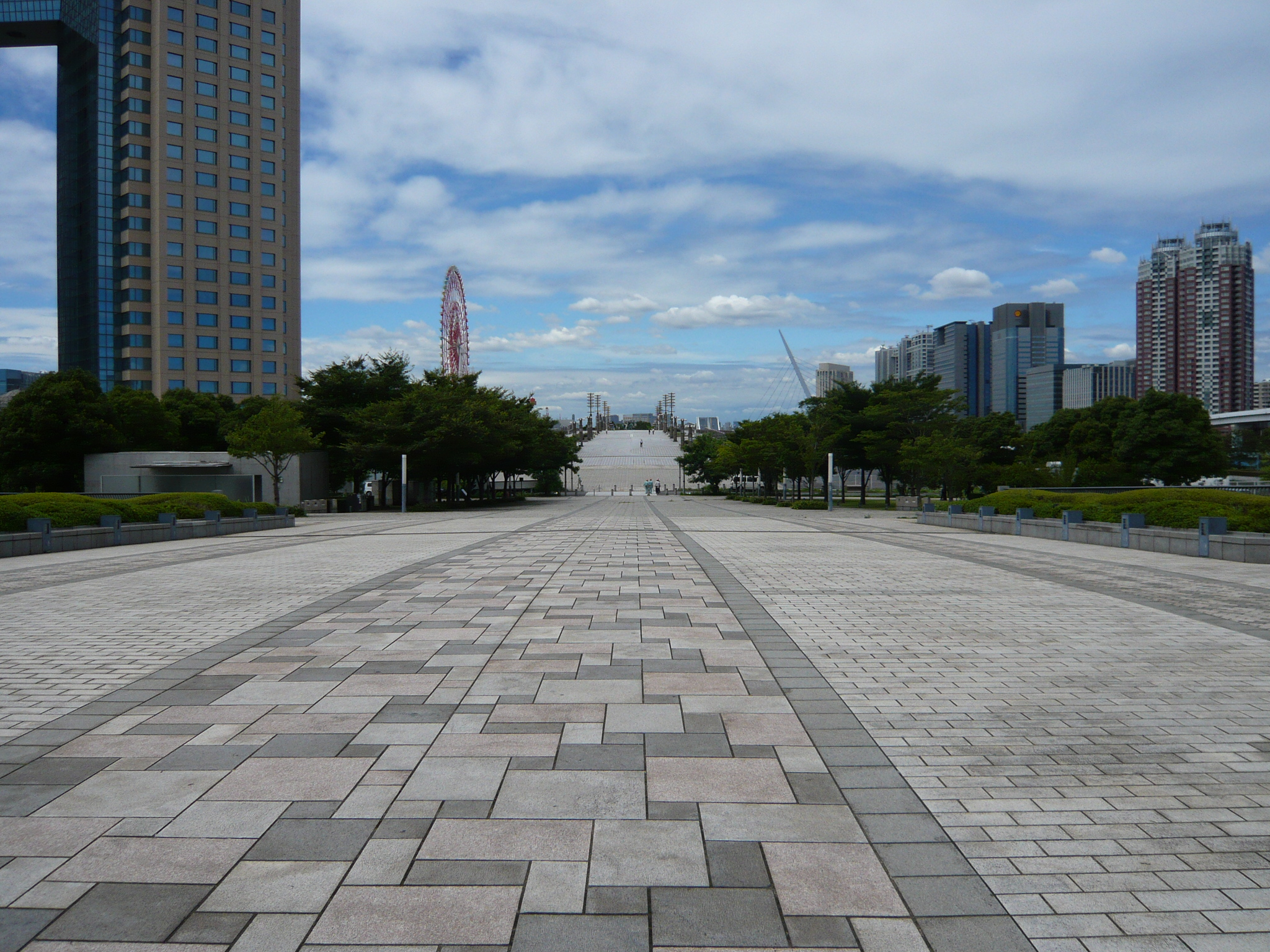
つどい橋上から西方向（奥に見える橋は夢の大橋）
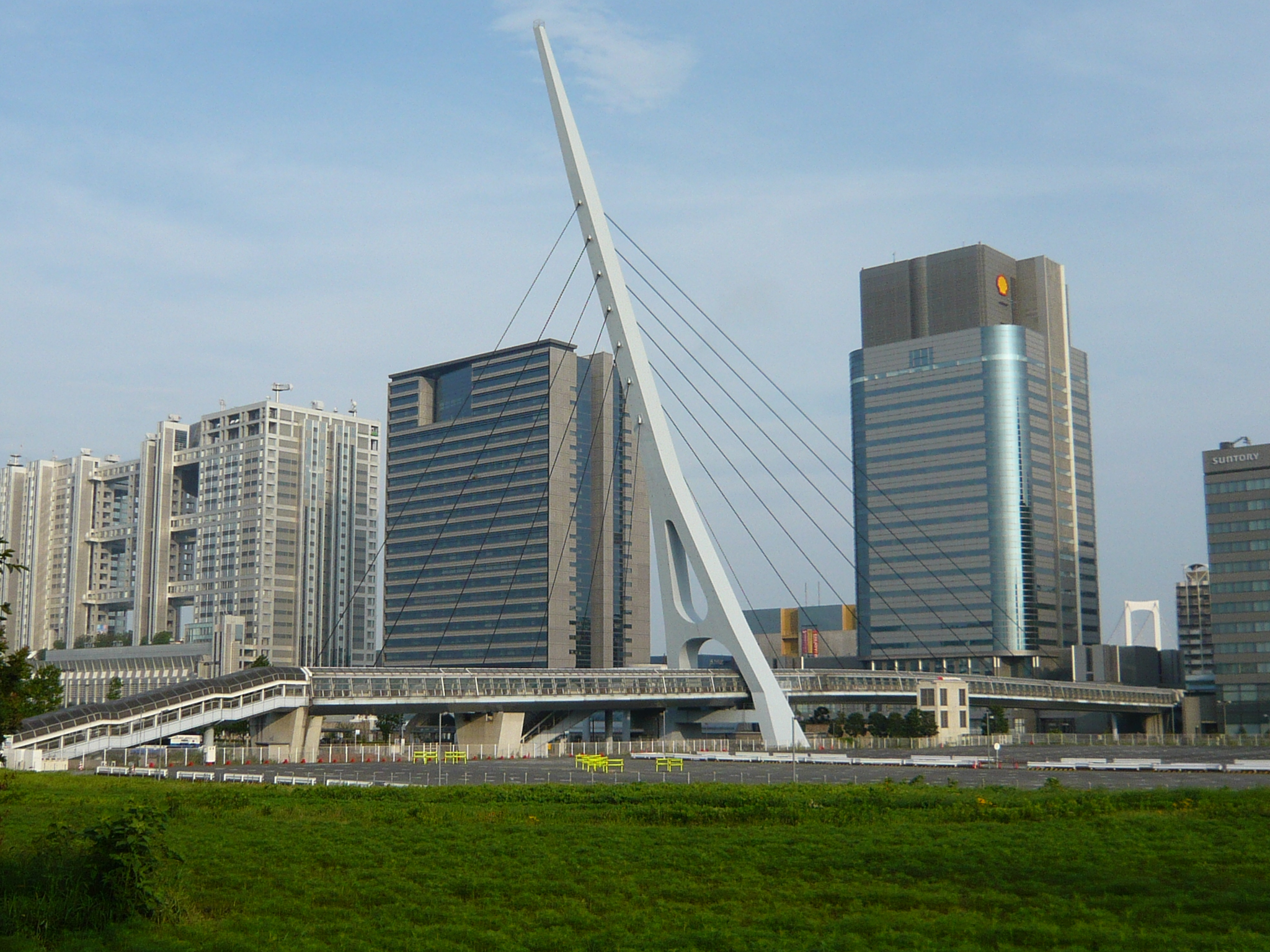
テレポートブリッジ

### イーストプロムナード
近隣でイベントが無い限り、人が少なく閑静な場所である。石と光の広場は木々が規則的に配置された広大な広場で、ヘブンアーティストの会場としても使われる。その東側の花の広場には大きな漢字のオブジェが置かれている。
有明テニスの森公園・有明コロシアムへはコロシアムブリッジを、国際展示場へはやぐら橋を渡ると良い。
エリア放送
江東区の地上一般放送である江東区エリアワンセグ放送の地上一般放送局が設置されていた。
| 免許人 | 局名                 | 呼出符号     | 物理チャンネル | 周波数        | 空中線電力 | ERP   | 業務区域                   |
| ------ | -------------------- | ------------ | -------------- | ------------- | ---------- | ----- | -------------------------- |
| 江東区 | 江東区有明エリア放送 | JOXZ3BF-AREA | 36ch           | 611.142857MHz | 700μW      | 630μW | 有明3丁目 石と光の広場周辺 |

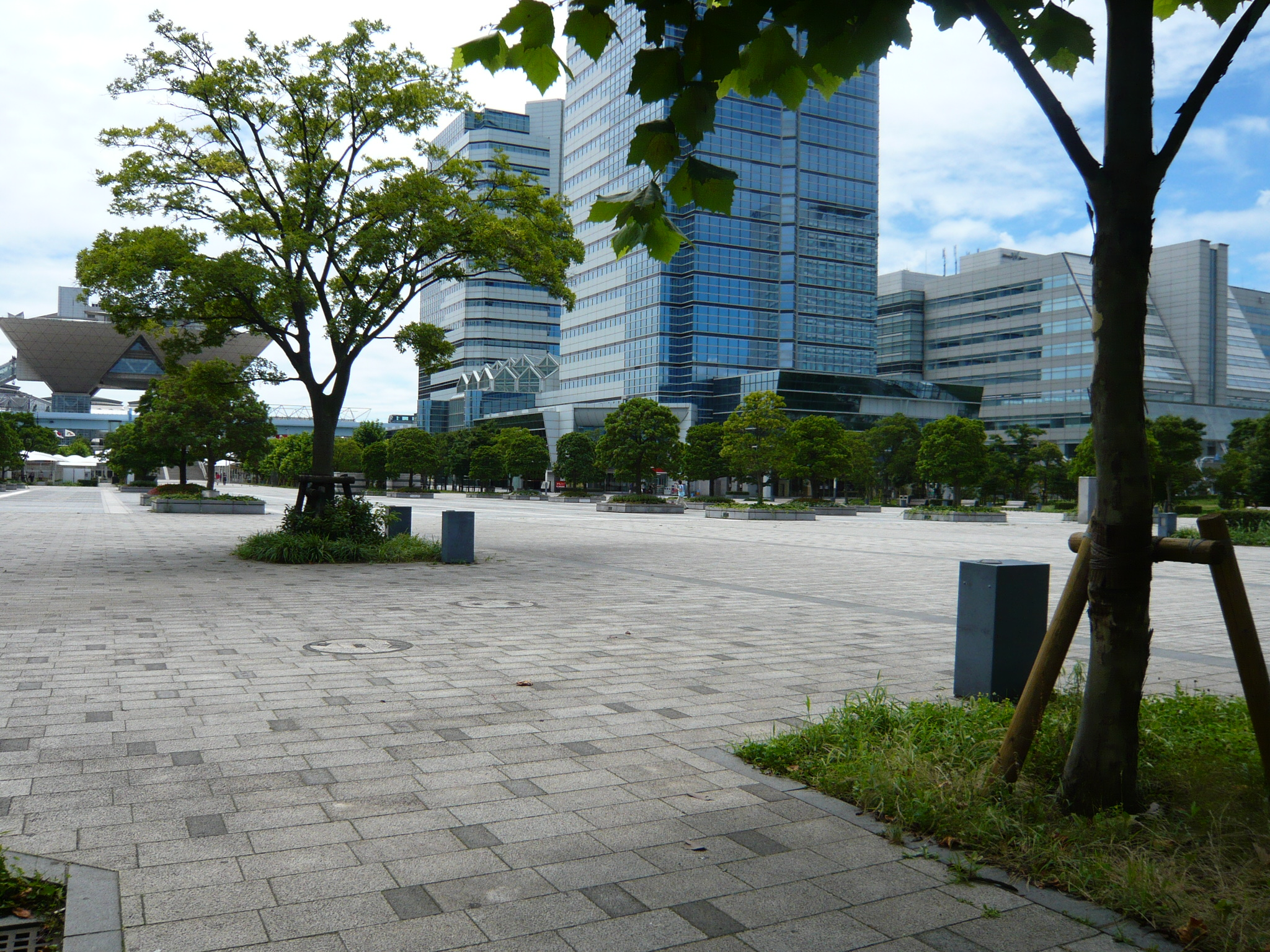
石と光の広場
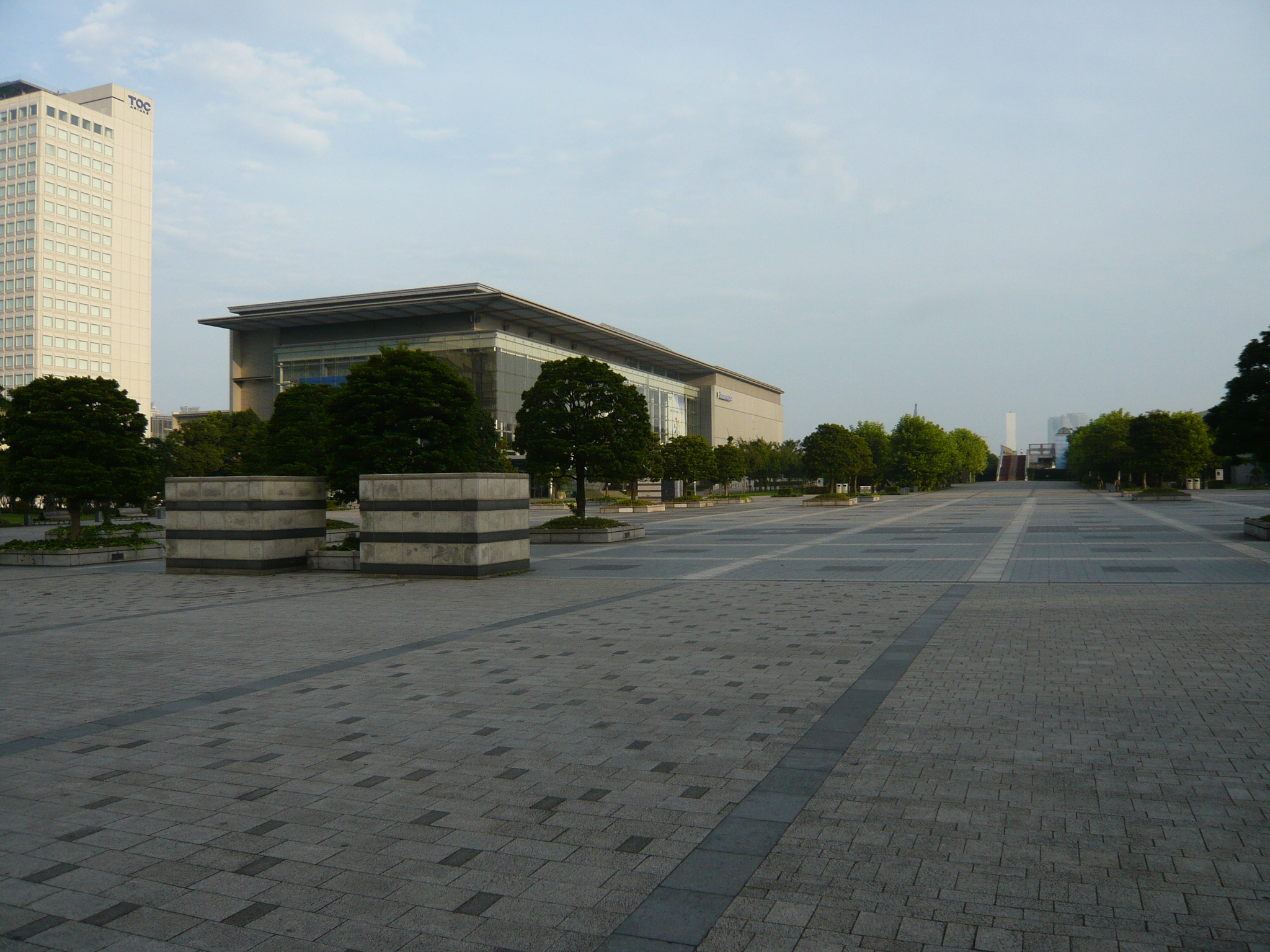
同左（別方向）
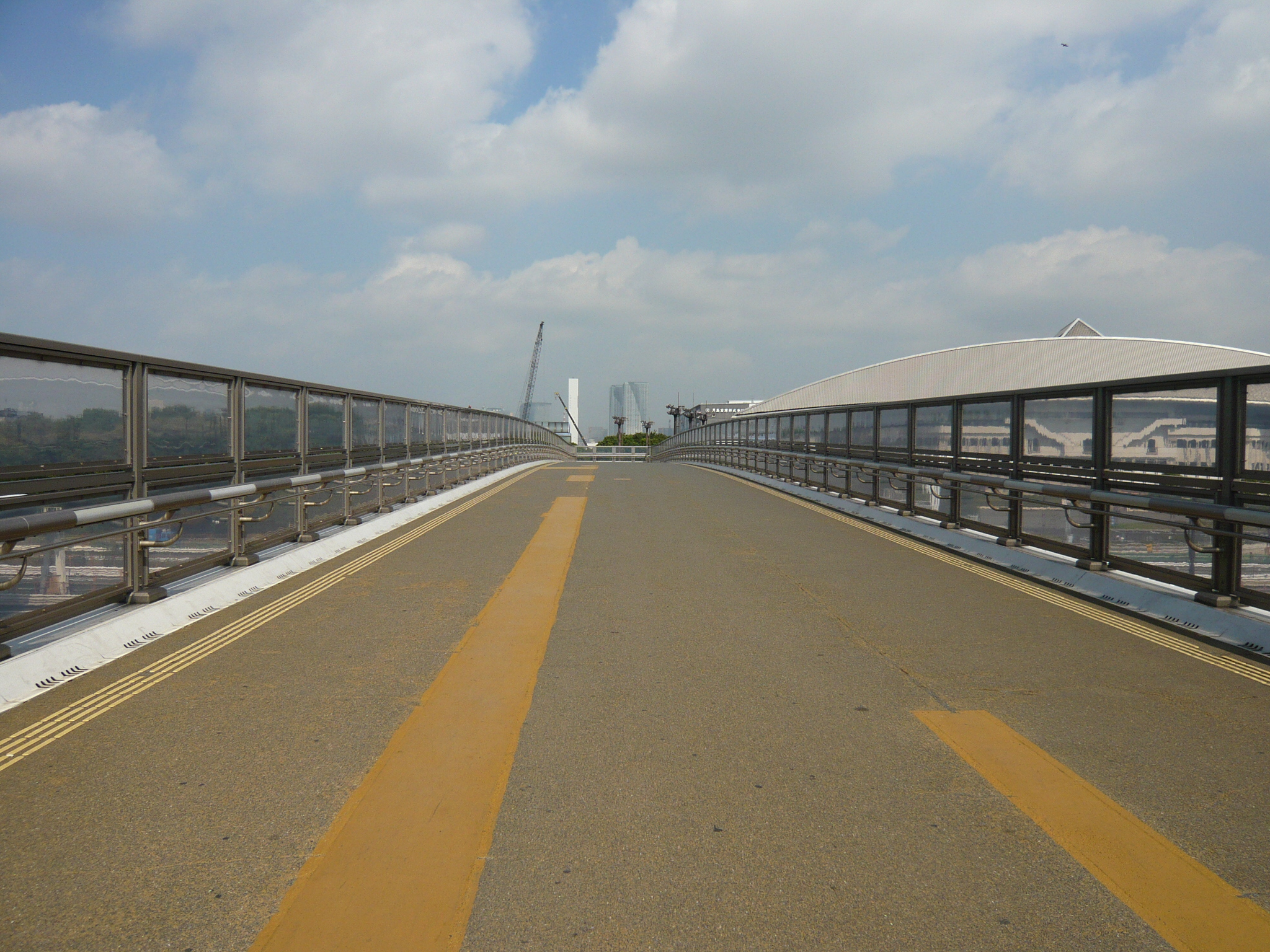
コロシアムブリッジ上

## 周辺施設
- 水の広場公園
- 潮風公園
- 青海南ふ頭公園
- 共同溝展示館
- 東京都水の科学館
- 武蔵野大学有明キャンパス
- 東京臨海広域防災公園